# 1975 NBA Draft
W drafcie NBA w 1975 roku został wybrany m.in. Joe Bryant.

## Legenda
Pogrubiona czcionka – wybór do All-NBA Team.
|  | - występ w NBA All-Star Game. |

Gwiazdka (*) – członkowie Basketball Hall of Fame.

## Runda pierwsza
| Nr | Zawodnik               | Narodowość        | Drużyna NBA             | College/Drużyna                    |
| -- | ---------------------- | ----------------- | ----------------------- | ---------------------------------- |
| 1  | David Thompson* (G-F)  | Stany Zjednoczone | Atlanta Hawks           | North Carolina State University    |
| 2  | David Meyers (F-C)     | Stany Zjednoczone | Los Angeles Lakers      | UCLA                               |
| 3  | Marvin Webster (C)     | Stany Zjednoczone | Atlanta Hawks           | Morgan State University            |
| 4  | Alvan Adams (C)        | Stany Zjednoczone | Phoenix Suns            | University of Oklahoma             |
| 5  | Darryl Dawkins (C)     | Stany Zjednoczone | Philadelphia 76ers      | Maynard Evans HS, Orlando, Floryda |
| 6  | Lionel Hollins (G)     | Stany Zjednoczone | Portland Trail Blazers  | Arizona State University           |
| 7  | Rich Kelley (C-F)      | Stany Zjednoczone | New Orleans Jazz        | Stanford University                |
| 8  | Junior Bridgeman (F-G) | Stany Zjednoczone | Los Angeles Lakers      | University of Louisville           |
| 9  | Eugene Short (F)       | Stany Zjednoczone | New York Knicks         | Jackson State University           |
| 10 | Bill Robinzine (F)     | Stany Zjednoczone | Kansas City-Omaha Kings | DePaul University                  |
| 11 | Joe Meriweather (C-F)  | Stany Zjednoczone | Houston Rockets         | Southern Illinois University       |
| 12 | Frank Oleynick (G)     | Stany Zjednoczone | Seattle SuperSonics     | Seattle University                 |
| 13 | Bob Bigelow (F-G)      | Stany Zjednoczone | Kansas City-Omaha Kings | University of Pennsylvania         |
| 14 | Joe Bryant (F-C)       | Stany Zjednoczone | Golden State Warriors   | La Salle University                |
| 15 | John Lambert (C-F)     | Stany Zjednoczone | Cleveland Cavaliers     | University of Southern California  |
| 16 | Ricky Sobers (G)       | Stany Zjednoczone | Phoenix Suns            | University of Nevada               |
| 17 | Tom Boswell (F-C)      | Stany Zjednoczone | Boston Celtics          | University of South Carolina       |
| 18 | Kevin Grevey (G-F)     | Stany Zjednoczone | Washington Bullets      | University of Kentucky             |

Gracze spoza pierwszej rundy tego draftu, którzy wyróżnili się w czasie gry w NBA to: Gus Williams, Lloyd Free, Dan Roundfield, Mike Dunleavy.